# Jacob Fearnley
Jacob Fearnley (Edimburgo, 15 de julio de 2001) es un tenista profesional británico, actualmente ubicado en la posición número 68 en el ranking ATP de individuales, alcanzado el 21 de abril de 2025. Actualmente, es el número 2 del tenis británico en individuales.

## Trayectoria Universitaria
Fearnley jugó tenis universitario para el entrenador David Roditi en la Universidad Cristiana de Texas. En TCU, obtuvo honores All- Big 12 y All-America durante los cuatro años, llevando a los Horned Frogs a campeonatos nacionales indoor ITA consecutivos en 2022 y 2023 y al primer campeonato de tenis masculino de la División I de la NCAA de la escuela en 2024. 

## Carrera profesional

### 2023: Debut importante en dobles
Fearnley ganó su primer título ATP Challenger en dobles en el Nottingham Open de 2023 junto a Johannus Monday. La pareja recibió una invitación para participar en el cuadro de dobles del Campeonato de Wimbledon de 2023.

### 2024: Primer título Challenger en individuales, debut en ATP, Grand Slam y top 100
En 2024, Fearnley obtuvo su primer título ATP Challenger en individuales en el Torneo de Nottingham tras clasificarse desde la qualy, logrando su primera victoria ante un jugador dentro del top 100 al vencer al chino Shang Juncheng en cuartos de final y posteriormente al italiano Mattia Bellucci en semifinales por un imponente 6-3, 6-1 y derrotando a su compatriota Charles Broom en la final luego de perder el primer set por 4-6, logró supéralo en los dos siguientes por 6-4, 6-3. Está solo fue su segunda aparición en un cuadro principal de un torneo ATP Challenger, convirtiéndose en el cuarto británico en ganar el título tras Andy Murray (2023), Daniel Evans (2019 y 2022) y Greg Rusedski (1997 y 2003).
Clasificado en el puesto n.º 270, debutó en el cuadro principal de la ATP en el Eastbourne International de 2024 como wildcard, donde perdió en su debut ante su compatriota Billy Harris.
El 2 de julio hizo su debut en Grand Slam, después de haber recibido una wild card para el Campeonato de Wimbledon de 2024. Logró su primera victoria importante al derrotar al debutante Alejandro Moro Cañas en tres set, lo que le permitió avanzar 50 posiciones en el ranking, situándose en el top 225. En la segunda ronda, ganó un set al segundo favorito, Novak Djokovic antes de caer en cuatro sets.Ya en el Challenger de Lincoln 2024, alcanzó la final tras imponerse ante el preclasificado no.1, Christopher Eubanks, luego en la final derrotó a Coleman Wong por un contundente 6-4, 6-2 para conquistar su segundo título ATP Challenger.Esto le permitió ascender al puesto n.º 160 del ranking el 19 de agosto de 2024.
Ganó su tercer título Challenger en elChallenger de Rennes 2024, derrotando en el trayecto a cinco jugadores franceses de manera consecutiva, comenzando por Benoît Paire, a quien derrotó en tan solo 37 minutos por un marcador de 6-1, 6-0.  Luego al wildcard Sascha Gueymard Wayenburg y máximo favorito Adrian Mannarino en cuartos de final por doble 6-3, logrando así su primera victoria sobre un jugador dentro del top 50. En las semifinales siguió con su buena racha al derrotar a Harold Mayo por 6-4, 6-2. En la final enfrentó a Quentin Halys, a quien derrotó tras de perder el primer set por 0-6, logrando revertir la situación ganando el segundo set en el tie-break por 7-5, cabe destacar que el francés tuvo 2 puntos de partido en estando el marcador 6-5, ya en el tercer set ganó por 6-3 para levantar el título. Con esta victoria, alcanzó el puesto n.º 130 en el ranking el 16 de septiembre de 2024. Después de ganar su cuarto título Challenger en el Open d'Orléans, donde solo perdió un set en el primer partido, y derrotó en la final al local Harold Mayo por 6-3, 7-6 (7-5), luego de esta victoria ingresó al top 100 por primera vez en su carrera.
Clasificado para el Torneo de Estocolmo 2024, celebrado en octubre, Fearnley consiguió su 13.ª victoria consecutiva, y segunda a nivel ATP, al vencer al francésCorentin Moutet en primera ronda. Finalmente, perdió en segunda ronda ante el séptimo favorito, Tallon Griekspoor, poniendo fin a la racha de victoria más larga de su carrera.
2025: Top-70 y grandes avances
Fearnley inició la temporada en el Challenger de Canberra 2025, donde llegó hasta las semifinales luego de derrotar a Christopher Eubanks por marcador de 4-6, 6-2, 7-6, en las semifinales enfrentó a João Fonseca, perdiendo en set corridos por doble 6-3.
En enero, disputado por primera vez el cuadro principal del Abierto de Australia 2025, en la primera ronda enfrentado al local Nick Kyrgios derrotándolo en 3 sets por 7-6, 6-3, 7-6, logrando su pase a segunda ronda donde enfrentó al francés Arthur Cazaux, en un partido que se fue al cuarto set, luego de que Fearnley perdiera el primero por 6-3, se impuso en los siguientes tres sets por 7-5, 6-2, 6-3 para avanzar por primera vez a la tercera ronda de un Grand Slam, donde perdió ante el número 2 del mundo y eventual subcampeón Alexander Zverev, por marcador de 3-6, 4-6, 4-6. 

## Títulos ATP Challenger (4; 4+0)

### Individuales (4)
| N.° | Fecha                    | Torneo                      | Superficie | Oponente en la final | Resultado        |
| --- | ------------------------ | --------------------------- | ---------- | -------------------- | ---------------- |
| 1.  | 16 de junio de 2024      | Challenger de Nottingham II | Hierba     | Charles Broom        | 4-6, 6-4, 6-3    |
| 2.  | 11 de agosto de 2024     | Challenger de Lincoln       | Dura       | Coleman Wong         | 6-4, 6-2         |
| 3.  | 15 de septiembre de 2024 | Challenger de Rennes        | Dura (i)   | Quentin Halys        | 0-6, 7-6(5), 6-3 |
| 4.  | 29 de septiembre de 2024 | Challenger de Orléans       | Dura (i)   | Harold Mayot         | 6-3, 7-6(5)      |